# Spodek
Spodek là một khu phức hợp nhà thi đấu đa năng nằm ở thành phố Katowice, Ba Lan, chính thức được khánh thành vào năm 1971. Ngoài nhà thi đấu chính, khu phức hợp còn bao gồm một phòng tập thể dục, một sân trượt băng, một khách sạn và ba bãi đỗ xe lớn. Đây là một trong những nhà thi đấu trong nhà lớn nhất ở Ba Lan (xếp sau Nhà thi đấu Tauron Kraków vào năm 2014).

## Lịch sử
Ý tưởng xây dựng một nhà thi đấu lớn có từ năm 1955. Năm 1959, Hiệp hội Kiến trúc sư Ba Lan tổ chức một cuộc thi để chọn ra thiết kế đẹp nhất. Địa điểm xây dựng nhà thi đấu là tại trung tâm thành phố. Công việc xây dựng bắt đầu vào năm 1964. Toàn bộ công trình được hoàn thành vào mùa xuân năm 1971 và chính thức được khánh thành vào ngày 9 tháng 5 năm 1971. Từ năm 2011, mặt tiền của Spodek được cải tạo.

## Đôi nét về Spodek
Spodek là nơi diễn ra nhiều sự kiện văn hóa và thương mại quan trọng, chẳng hạn như:
- Các buổi biểu diễn âm nhạc.
- Các giải thi đấu thể thao và Thế vận hội tầm cỡ Châu Âu và thế giới như: Đấu vật - Điền kinh - Quyền Anh - Cử tạ - Karate - Võ thuật - Bóng đá - Bóng rổ - Bóng chuyền - Bóng bàn - Khúc côn cầu và nhiều loại hình thể thao khác.
- Các buổi triển lãm định kỳ.
- Các lễ hội nổi tiếng.
- Giải đấu cao cấp CS:GO thường niên vào mùa Xuân (giữa tháng 2 đến đầu tháng 3) - Intel Extreme Masters. Đây cũng là 1 trong 2 giải lớn nhất của ESL, giải còn lại tổ chức tại Colonge.

Nhà thi đấu này có sức chứa khoảng 11.500 người, nhưng trên thực tế, chỉ giới hạn trong khoảng 8.000 - 10.000 người do lỗi thiết kế làm che khuất tầm nhìn ở một số khu vực khán đài. Spodek được xem là một công trình có ý nghĩa quan trọng trong nền văn hóa Ba Lan, đặc biệt là đối với các thế hệ trẻ. Hình ảnh Spodek thường được sử dụng như một biểu tượng của thành phố và xuất hiện nhiều trên các áp phích quảng cáo.

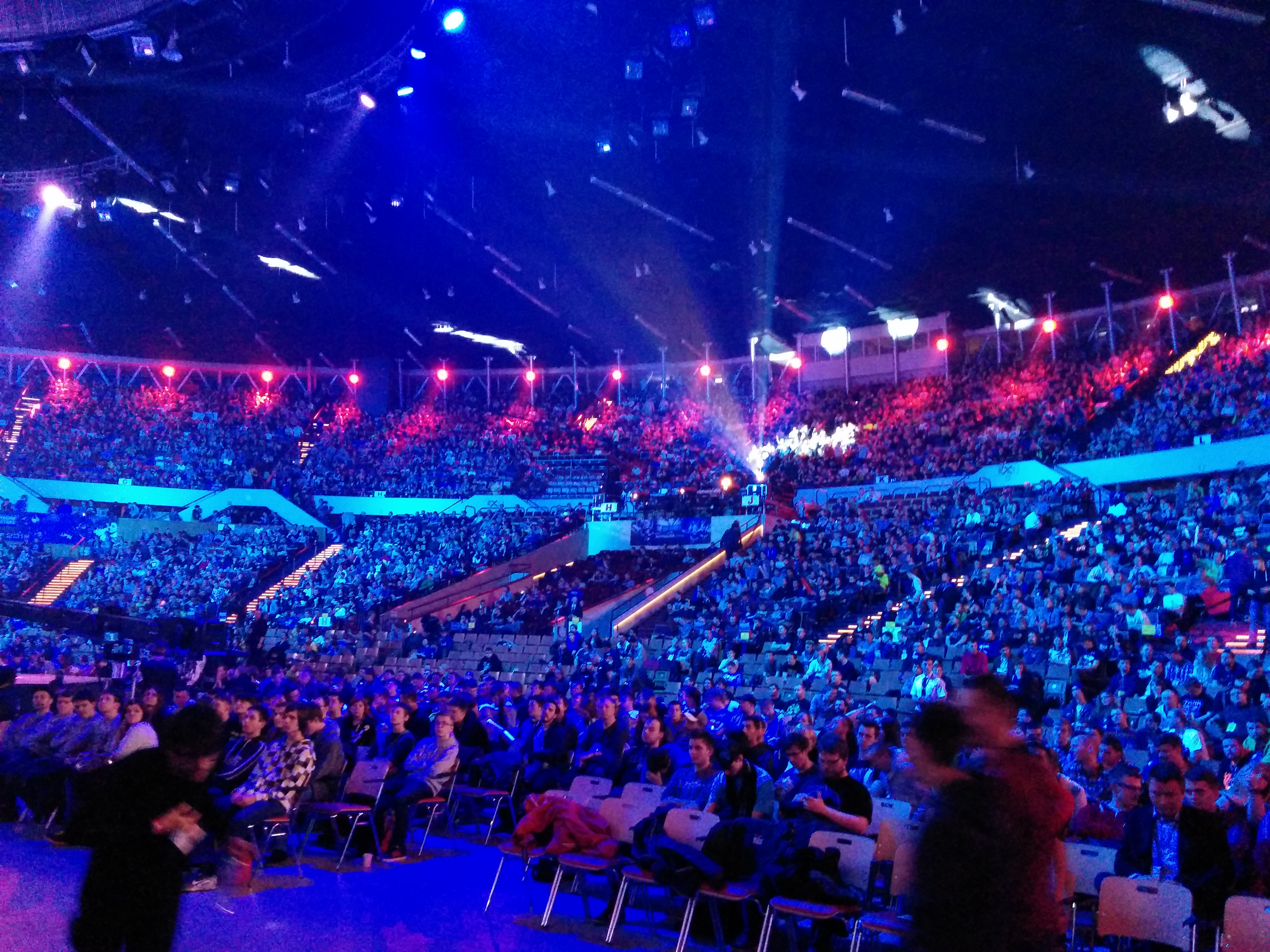
Khán đài (2015)
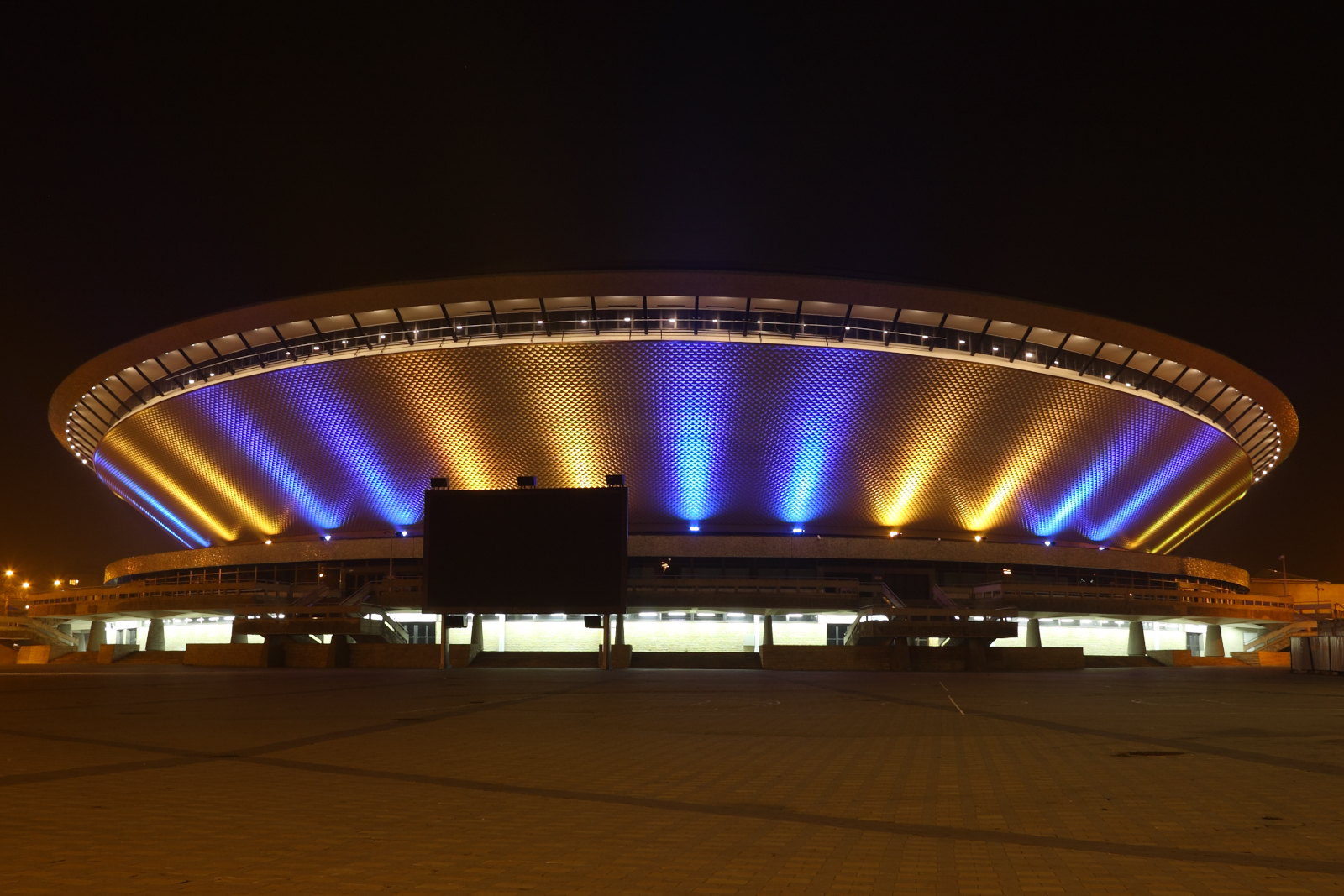
Spodek vào ban đêm (2011)
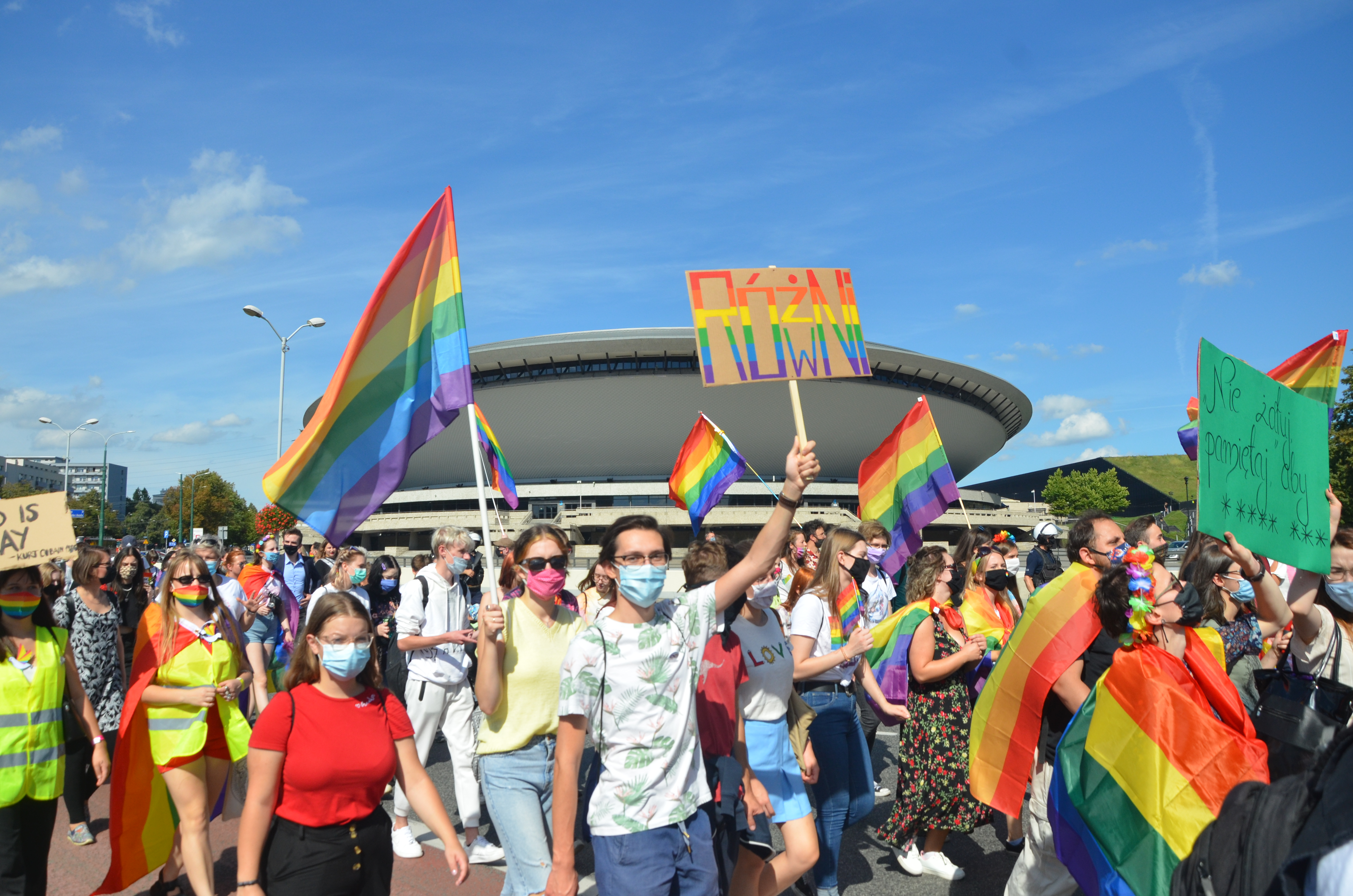
Sự kiện diễu hành (2020)